# Skalská tabule
Skalská tabule je geomorfologický okrsek v jižní části Středojizerské tabule, ležící v okresech Mladá Boleslav a Mělník Středočeského kraje. Území okrsku vymezuje na západě město Mšeno, na severu město Bělá pod Bezdězem, na východě města Bakov nad Jizerou a Mladá Boleslav a na jihu městys Chotětov.

## Charakter území

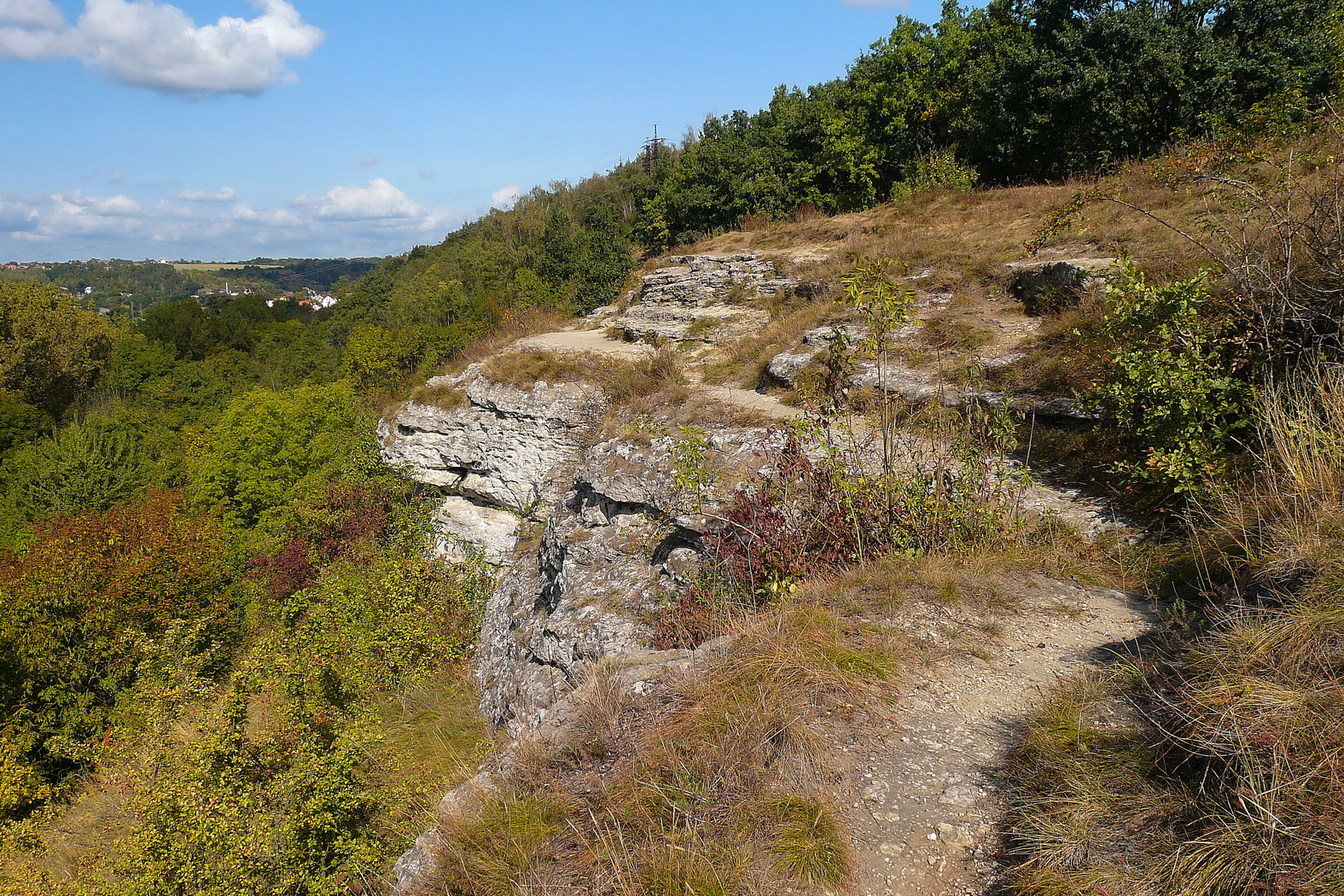
Jihozápadní skalnaté svahy Radouče

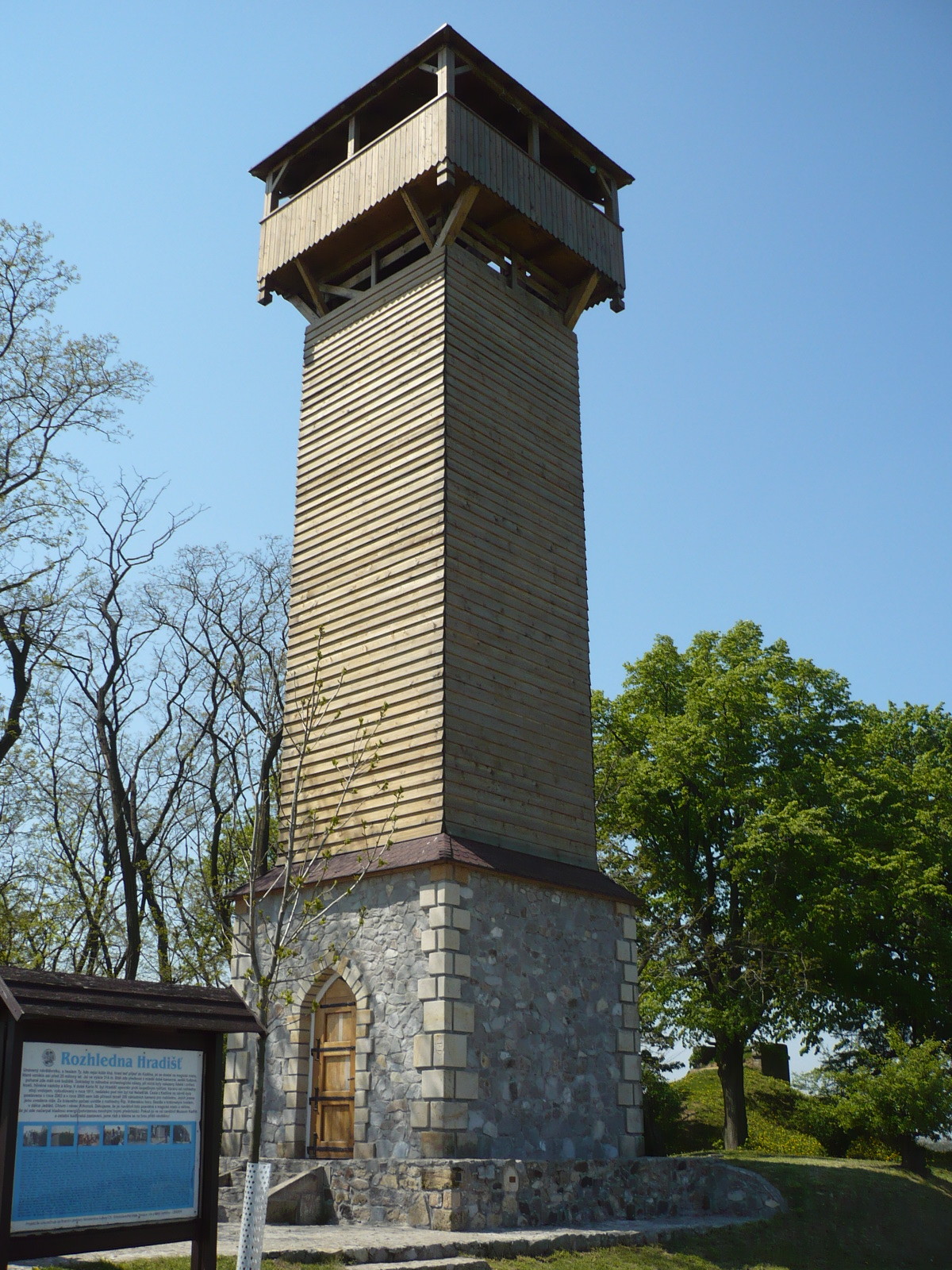
Rozhledna Hradišť u Kadlína

Západní okraj okrsku patří do CHKO Kokořínsko. Další menší chráněná území jsou NPP Radouč, PP Lom u Chrástu, PP Podhradská tůň.

## Geomorfologické členění
Okrsek Skalská tabule náleží do celku Jizerská tabule a podcelku Středojizerská tabule. Dále se člení na podokrsky Mšenská tabule na západě a Strenická tabule na východě. Tabule sousedí na severu s druhým okrskem Středojizerské tabule, Bělskou tabulí, z jihu ji svírá Dolnojizerská tabule, ze západu Ralská pahorkatina a z východu Jičínská pahorkatina.

## Významné vrcholy
Nejvyšším vrcholem Skalské tabule je vrch Horka (385 m n. m.) u Nosálova.
- Horka (385 m), Mšenská tabule
- Bezvel (340 m), Strenická tabule
- Hradiště (314 m), Mšenská tabule
- Radouč (256 m), Strenická tabule